# Kuorejärvi (sjö i Urais, Mellersta Finland)
Kuorejärvi är en sjö i kommunen Urais i landskapet Mellersta Finland i Finland. Sjön ligger 121,5 meter över havet. Den är 12,5 meter djup. Arean är 71 hektar och strandlinjen är 5,16 kilometer lång. Sjön  ingår i Kymmene älvs huvudavrinningsområde.   Den ligger omkring 28 kilometer norr om Jyväskylä och omkring 260 kilometer norr om Helsingfors. 